# 威爾遜循環

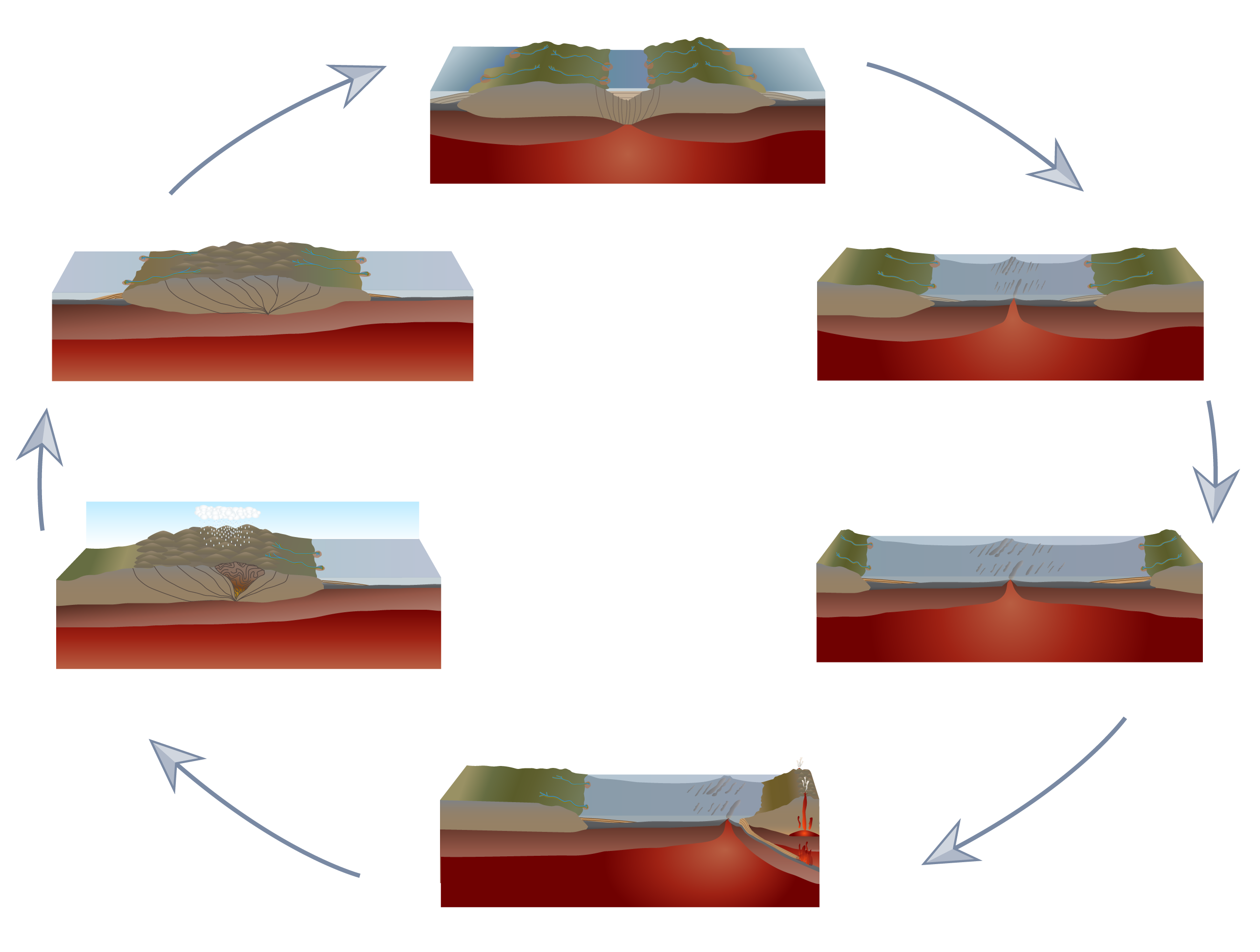
威爾遜循環的階段： From ten o'clock position clockwise: (10) initial pre-drift extension, (12) rift-to-drift phase, initial opening of an oceanic basin, (2 and 4) seafloor spreading, widening of the basin, (6) subduction of oceanic lithosphere, closure of the basin, (8) continent-continent collision

威爾遜循環（英語：Wilson cycle）是一個學説，它描述了在超大陸的合并和分離過程中海洋盆地的打開和關閉以及構造板塊的俯沖和分離。威爾遜旋回把板塊構造運動分成六個階段：大陸的分離形成大陸裂谷、新生海洋殼的形成、大陸漂移造成海洋盆地、俯衝開始、洋盆收縮，海盆的閉合造成大陸碰撞。 前三個階段代表了海洋的擴大，後三個階段代表了海洋的閉合和山脈的形成。